# Friendship (album Raya Charlesa)
Friendship – album amerykańskiego muzyka Raya Charlesa, wydany w 1984 roku.

## Opis i odbiór
Znajdują się na nim duety Raya z takimi artystami, jak m.in. Hank Williams, Jr., Oak Ridge Boys, George Jones, Merle Haggard, Johnny Cash i Willie Nelson. Płyta stała się ogromnym hitem, wspinając się na szczyty zestawień albumów z muzyką country, na których utrzymała się przez ponad 70 tygodni. Friendship był jednym z najpopularniejszych albumów muzyka, które ukazały się przed jego śmiercią. Dużo bardziej krytycznie do płyty podeszli krytycy, bowiem zebrała ona niemal wyłącznie nieprzychylne opinie. Twierdzili oni, iż piosenki zawarte na tym albumie, reprezentujące w większości country, nie oddają uroku i czaru muzyki Charlesa, obecnego na jego wcześniejszych albumach. Ci sami oceniający za jedną z nielicznych pozytywnych cech albumu uznali pracę producenta Billy’ego Sherrilla, który ich zdaniem nadał płycie czyste brzmienie. Warr.org określił utwory nagrane w duetach z gwiazdami country, jako nudne. Tym samym stwierdził, iż Charles mógłby wnieść do nich sporo życia, gdyby nie usuwał się celowo w cień, starając się nie przyćmić w żaden sposób artystów, z którymi wykonywał piosenki.

## Lista utworów
| 1.  | „Two Old Cats Like Us” (Seals)                          | 2:35  |
|     |                                                         |       |
| 2.  | „This Old Heart (Is Gonna Rise Again)” (Johnson, Jones) | 3:05  |
|     |                                                         |       |
| 3.  | „We Didn’t See a Thing” (Gentry)                        | 2:12  |
|     |                                                         |       |
| 4.  | „Who Cares” (Gentry, Kennedy)                           | 2:58  |
|     |                                                         |       |
| 5.  | „Rock & Roll Shoes” (Kennerley, Lyle)                   | 2:43  |
|     |                                                         |       |
| 6.  | „Friendship”                                            | 2:41  |
|     |                                                         |       |
| 7.  | „It Ain’t Gonna Worry My Mind” (Leigh)                  | 2:54  |
|     |                                                         |       |
| 8.  | „Little Hotel Room” (Powers)                            | 3:01  |
|     |                                                         |       |
| 9.  | „Crazy Old Soldier” (Kennerley, Seals)                  | 3:33  |
|     |                                                         |       |
| 10. | „Seven Spanish Angels” (Seals, Setser)                  | 3:52  |
|     |                                                         |       |
| 11. | „Everybody Has the Blues” (Taylor)                      | 3:40  |
|     |                                                         |       |
| 12. | „Baby Grand” (Joel)                                     | 4:04  |
|     |                                                         |       |
|     |                                                         | 37:18 |
|     |                                                         |       |